# 新竹市公車藍線
新竹市公車藍線，行駛自新竹市北區南寮里到新竹縣竹東鎮，為新竹地區兩條幹線公車路線其中一條，由新竹客運營運，主要行駛於縣道122號(東大路、光復路)，沿途經過新竹市主要學校及地區。起點為竹中車站，終點為新竹區漁會。新竹市公車藍線係由原本新竹客運往北區南寮里和新竹縣竹東鎮方向之兩條1路及15路市區公車路線改制而成，於2016年1月1日正式通車。車輛提供4GFree網路服務與低地板無障礙公車。

## 歷史
- 2016年1月1日正式營運，原路線1路跟15路新竹市公車移撥、整合為新竹市公車藍線及藍1區及藍15區。[1]
- 2019年6月6日新增5部低地版公車。[2]

## 路線基本資料
- 藍線 全程行車里程數16.3公里，行車時間約60分鐘，固定班次。參見右側路線圖
- 藍1區 全程行車里程數7.8公里，此路線至竹中後折返回火車站為循環線，行車時間約30分鐘。尖峰 5－10分鐘一班，離峰 15－20分鐘一班。參見右側路線圖
- 藍15區(含例假日延駛) 全程行車里程數7.9公里，行車時間約25分鐘，尖峰 10 分鐘一班，離峰 30－40分鐘一班。參見右側路線圖

- 日運量約為6600人次。[2]

主要行駛於縣道122號(東大路、光復路)，沿途經過新竹市主要學校及地區。起點為竹中車站，沿途經過世界高中、光武國中、科學園區、清華大學、光復中學、馬偕醫院、工研院光復院區、新竹高商、新竹高中、新竹公園、東門國小再經過新竹火車站、國軍新竹地區醫院、載熙國小、南寮國小，終點為新竹區漁會。

### 收費
藍線:
二段收費，一段票全票15元，半票8元。

藍1區、藍15區:
一段票全票15元，半票8元。

### 時刻表
請至新竹客運官網 （页面存档备份，存于）查詢。

## 外部連結
- 新竹客運-藍線 （页面存档备份，存于）